# Placówka Straży Granicznej II linii „Rybno”
Placówka Straży Granicznej II linii „Rybno” – jednostka organizacyjna Straży Granicznej pełniąca służbę wywiadowczą na granicy polsko-niemieckiej w okresie międzywojennym.

## Formowanie i zmiany organizacyjne
Rozporządzeniem Prezydenta Rzeczypospolitej Polskiej Ignacego Mościckiego z 22 marca 1928 roku, do ochrony północnej, zachodniej i południowej granicy państwa, a w szczególności do ich ochrony celnej, powoływano z dniem 2 kwietnia 1928 roku  Straż Graniczną.
Rozkaz nr 9 z 18 października 1929 roku w sprawie reorganizacji Mazowieckiego Inspektoratu Okręgowego komendant Straży Granicznej płk. Jan Jur-Gorzechowski powołał komisariat Straży Granicznej „Rybno”  a w nim placówkę Straży Granicznej II linii „Rybno”. 
Z dniem 1 października 1931 posterunek SG „Koszelewy” przeniesiony został do m. Turza Wielka i przydzielony do placówki II linii „Rybno”.
Z dniem 1 października 1932 zniesiony został posterunek SG „Ostaszewo”. 
Z dniem 28 lutego 1933 zniesiony został posterunek SG „Nowy Dwór”.
Z dniem 1 września 1935 zniesiony został posterunek SG „Turza Wielka”.
Z dniem 1 kwietnia 1937 zniesiony został posterunek SG „Płosnica”.

## Kierownicy/dowódcy placówki
| stopień  | imię i nazwisko  | okres pełnienia służby | kolejne stanowisko |
| -------- | ---------------- | ---------------------- | ------------------ |
| st. str. | Stefan Berkowski | był w 1936             |                    |